# Alpax

Diagramme de phase Al-Si sans sodium

L'Alpax est une marque déposée, probablement une contraction du nom de son inventeur Aladar Pacz, désignant un alliage d'aluminium-silicium. Il est utilisé pour des pièces légères obtenues par fonderie.
Sa composition est proche de l'eutectique, environ 13 %m de silicium, il fond donc à une température plus basse que l'aluminium (environ 577 °C contre 660 °C). Il contient une faible teneur de sodium (0,08 %), afin de favoriser la cristallisation de l'eutectique.
En effet, sur un mélange eutectique, on observe la formation de cristaux de silicium primaires, sous la forme d'aiguilles (cristaux aciculaire), qui provoquent une fragilisation par effet d'entaille. L'ajout de sels de sodium (NaF, NaCl) puis de sodium pur permet l'élimination de ces cristaux. Cet effet, dit « effet silumin » (contraction de silicium-aluminium) a été découvert en 1921 par A. Pacz.
La nuance de base est appelée selon les différentes normes :
- EN : EN AC-44300 [AlSi12] ;
- NF : A-S13 ;
- DIN : Werkstoff 3.2582 ;
- Japon : ADC2.